# Kreuzigungsgruppe (Dinslaken)
Koordinaten: 51° 33′ 27,7″ N, 6° 43′ 54,4″ O

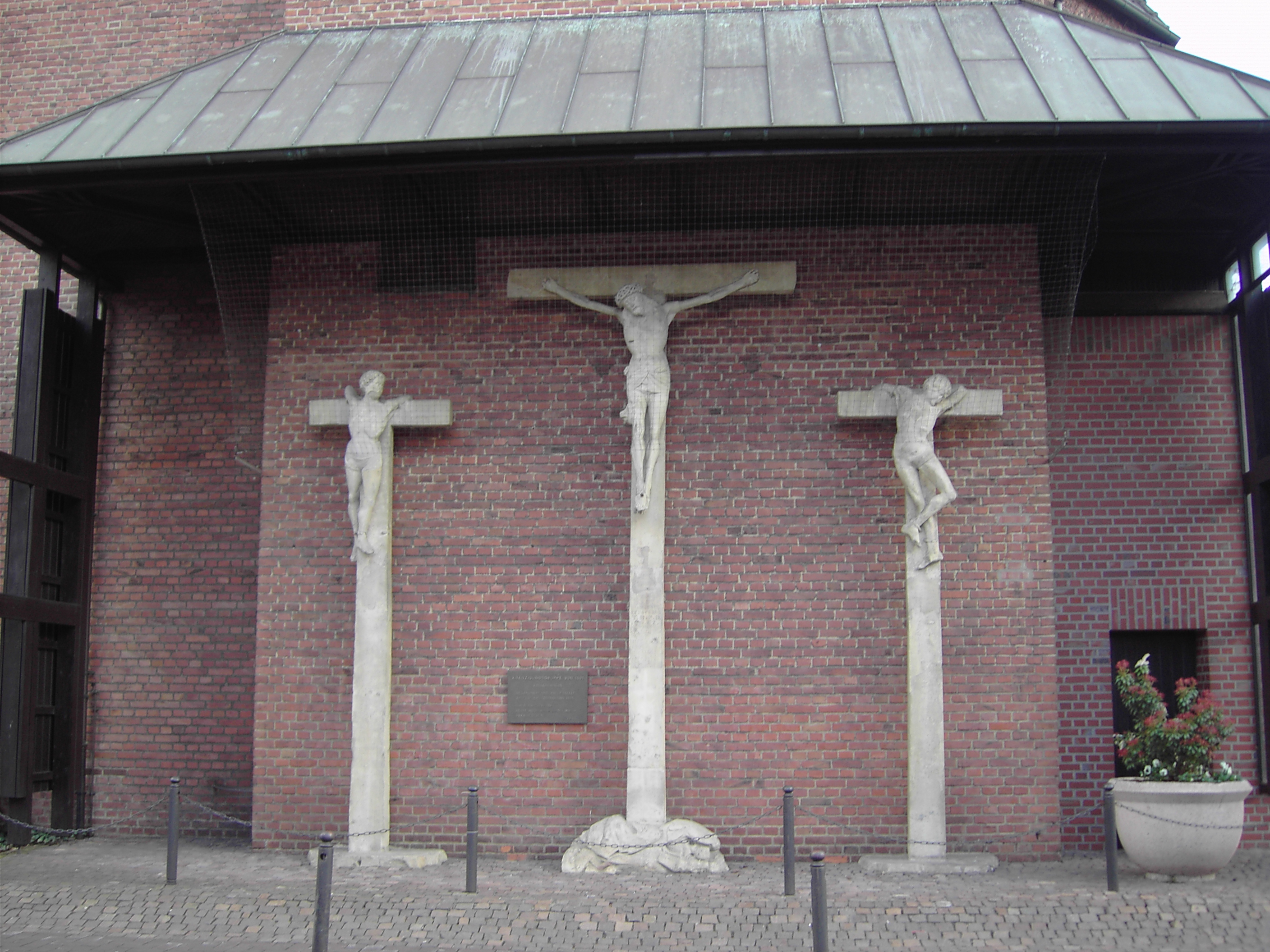
Die drei Kreuze an der Kirche St. Vincentius in Dinslaken 2012

Die Kreuzigungsgruppe Dinslaken (auch Die Drei Kreuze) gehört zu den bedeutendsten Denkmalen der Stadt Dinslaken.

## Standort
Die Originale befanden sich zuletzt an der Nordseite des Turms der römisch-katholischen Kirche St. Vincentius. Kopien davon stehen vor dem Walsumer Tor und an der Duisburger Straße in der Nähe des Evangelischen Krankenhauses.

## Gestaltung

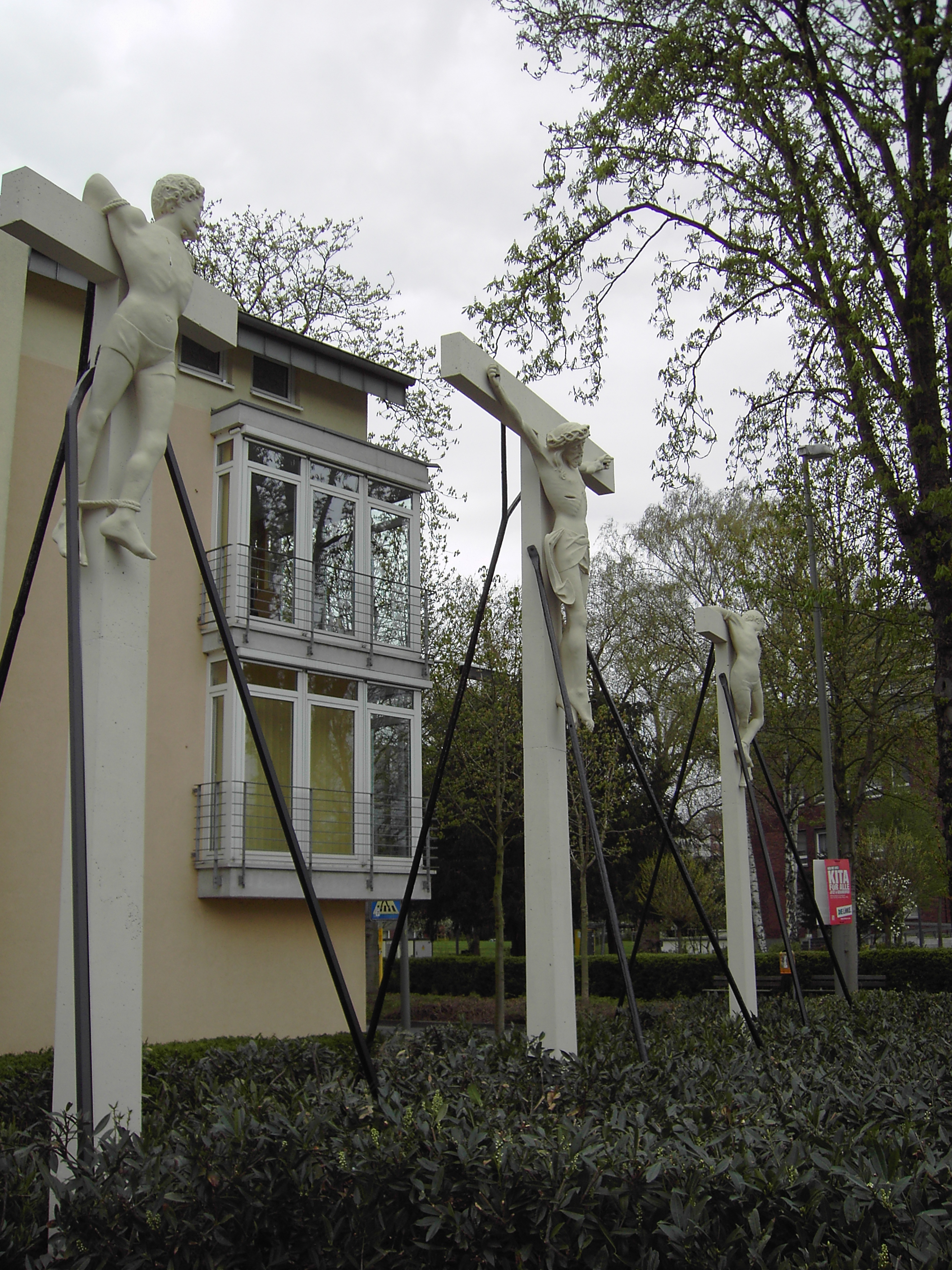
Kopie der Kreuzigungsgruppe an der Duisburger Straße 2009

Die Originale der Kreuzigungsgruppe stammen aus dem Jahr 1501 und bestehen aus Baumberger Sandstein, einer Variante des Kalksandsteins. Die Kreuze sind T-förmig, wie das Antoniuskreuz und haben eine Höhe von 4,76 Metern bzw. von 4,35 Metern. Die daran befestigten Skulpturen haben etwa Lebensgröße. Das Kreuz mit dem Korpus Christi wächst aus einem Felsen mit Schädel und Gebeinen. Zur rechten und zur linken Seite stehen die Kreuze mit den beiden Schächern. Der linke Schächer wendet sein Haupt dem Kreuz Christi zu, der rechte Schächer wendet ihn ab.
Die Kreuzigungsgruppe ist das Werk einer Weseler Bildhauerwerkstatt um 1500. Sie ähnelt stilistisch den Arbeiten des Bildhauers des Berendonkschen Kreuzwegs vor der Stiftskirche St. Viktor in Xanten. Die Inschrift am Fuß des mittleren Kreuzes lautet „Renovat. Vot. Et Sumptibus T.D.P.D. 1652“.

## Geschichte
Ursprünglich stand die Kreuzigungsgruppe vor den Mauern der Stadt Wesel auf einem kleinen Hügel vor einer Kapelle. Sie war der Abschluss eines Kreuzweges. Dieser Kreuzweg wurde 1501 von Weseler Bürgern gestiftet, die zuvor eine beschwerliche Pilgerfahrt ins Heilige Land unternommen hatten.
Im Verlauf des Achtzigjährigen Krieges wurde auch der Niederrhein zum Nebenkriegsschauplatz. Außerdem löste der Übertritt des evangelisch gewordenen Gebhard I. von Waldburg den Truchsessischen Krieg aus. Die Stadt Wesel wurde im Jahre 1587 von den Spaniern unter der Leitung des Herzogs von Parma bedrängt.
Im Januar 1588 wurde die Kapelle an der Kreuzigungsgruppe mit der Begründung abgerissen, die Belagerer könnten eine Schanze aufwerfen.
Die Kreuze wurden nach Dinslaken transportiert und bekamen einen Platz vor dem Walsumer Tor.
1652 wurden die Kreuze zum ersten Mal renoviert, was die Inschrift am Fuß des mittleren Kreuzes nahelegt.
Pastor Everhardi (1672–1709), der theologischen Fehldeutungen seitens der Evangelischen vorbeugen wollte, ließ er am Kreuzfuß folgende Erklärung einmeißeln:

„DAS MAN HIR AM CREUTS HANGEN SEHT,

IS CHRISTI GEDACHTENIS,

ER IS SELBER NIT DAROM.

ANBIDDE NOCH HOLT OFF STEIN!

AUF CHRISTUM UND SEIN LEIDE

RICHT DEIN HERTS ALEIN!

Renovat 1681“

Zu Beginn des 20. Jahrhunderts erneuerte man den Kopf Christi mittels französischem Kalkstein. Vor der Kreuzigungsgruppe befand sich eine Kapelle mit einer Pietà, die mit den 1954 durchgeführten Renovierungsarbeiten abgerissen wurde. Die Pietà befindet sich heute in der Kirche St. Vincentius. Im Laufe der Zeit wurden die „Drei Kreuze“ als erhabene Marke im Stadtbild angenommen. Die Kreuze mussten mehrfach restauriert werden.
Zum Schutz vor weiterem Verfall wurde die Gruppe nach ihrer Restaurierung im Jahre 1985 am Turm der Kirche St. Vincentius aufgestellt und mit einer schützenden Überdachung versehen. Am historischen Standort wurden Kopien errichtet.